# Gordon Johnson
Gordon Johnson (né le 1er août 1946 à Essendon) est un coureur cycliste sur piste australien. Il a notamment été champion du monde de vitesse en 1970, et médaillé d'or du tandem aux Jeux du Commonwealth la même année.

## Biographie
Gordon Johnson naît le 1er août 1946 à Essendon. Son père, Tasman Johnson a été coureur cycliste et a participé à la course en ligne des Jeux olympiques de 1936 à Berlin.
Durant sa carrière amateur, Gordon Johnson participe aux Jeux olympiques de 1964 et 1968. Il devient coureur professionnel le 1er août 1970. Moins de deux semaines plus tard, il remporte le championnat du monde de vitesse. La même année, aux Jeux du Commonwealth, il est médaillé d'or du tandem avec Ron Jonker et médaillé d'argent de la vitesse. Il monte à nouveau sur le podium du championnat du monde de vitesse professionnel en 1972 en étant battu en finale par Robert Van Lancker.

## Palmarès

### Championnats du monde
- Leicester 1970
  -  Champion du monde de vitesse
- Varese 1971
  - 4e de la vitesse
- Marseille 1972
  -  Médaillé d'argent de la vitesse
- Saint-Sébastien 1973
  - 5e de la vitesse

### Jeux du Commonwealth
- 1970
  -  Médaillé d'or du tandem (avec Ron Jonker)
  -  Médaillé d'argent de la vitesse

### Autres compétitions
- Championnat de Grande-Bretagne de vitesse en 1971
- Championnat d'Australie des 10 miles en 1973
- Grand Prix de Copenhague de vitesse en 1971

## Distinction
- Sir Hubert Opperman Trophy en 1970[3]